# A Bitter Day
A Bitter Day è il primo singolo estratto dall'EP di debutto della cantante sudcoreana Hyuna.
La canzone è stata registrata nel 2011. Il brano è arrivato alla decima posizione dopo due giorni, ed è uscito su Internet il 29 giugno 2011.

## Il brano
Il brano nonostante la scarsa promozione ottenne tanto successo e si posizionò alla decima posizione. La canzone prevede il featuring della cantante G.NA e del membro dei B2st Yong Jun-hyung.

## Tracce
1. A Bitter Day (feat. G.NA e Yong Jun-hyung) – 3:16

## Classifiche
| Classifiche (2011)         | Massima posizione |
| -------------------------- | ----------------- |
| Gaon Digital chart         | 10                |
| Gaon Streaming chart       | 9                 |
| Gaon Download chart        | 9                 |
| Gaon BGM chart             | 8                 |
| Gaon Mobile Ringtone chart | 10                |